# Stade de Tibériade
 (avril 2025).
Le stade de Tibériade (en hébreu : אצטדיון עירוני טבריה), est un stade de football en construction, situé à Tibériade dans le nord d'Israël. Le stade sera utilisé par le club de l'Ironi Tibériade.

## Histoire
La future enceinte de 7 554 places, conçue par l'architecte Moti Bodek, remplacera le stade municipal de Tibériade (4 500 places).
D'un coût de 40 millions de shekels (9 millions d'euros), le stade sera doté de trois tribunes couvertes surplombées de loges.
Une piscine, un terrain d'entraînement et un stade couvert de 2 500 places seront également construits à côté du nouveau stade.
La livraison du stade de football de Tibériade est prévue pour 2018.

## Galerie

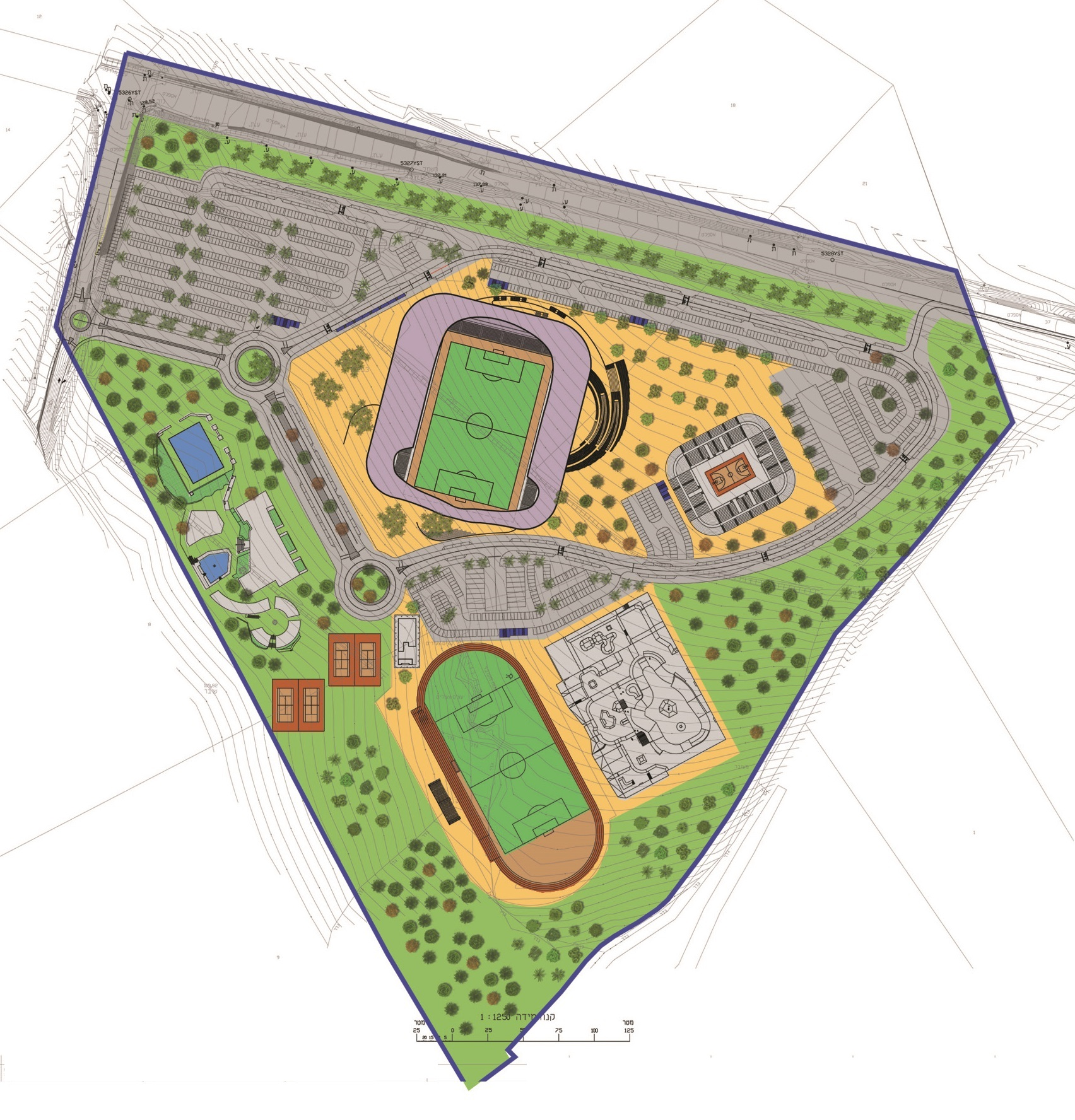
Le plan du centre sportif
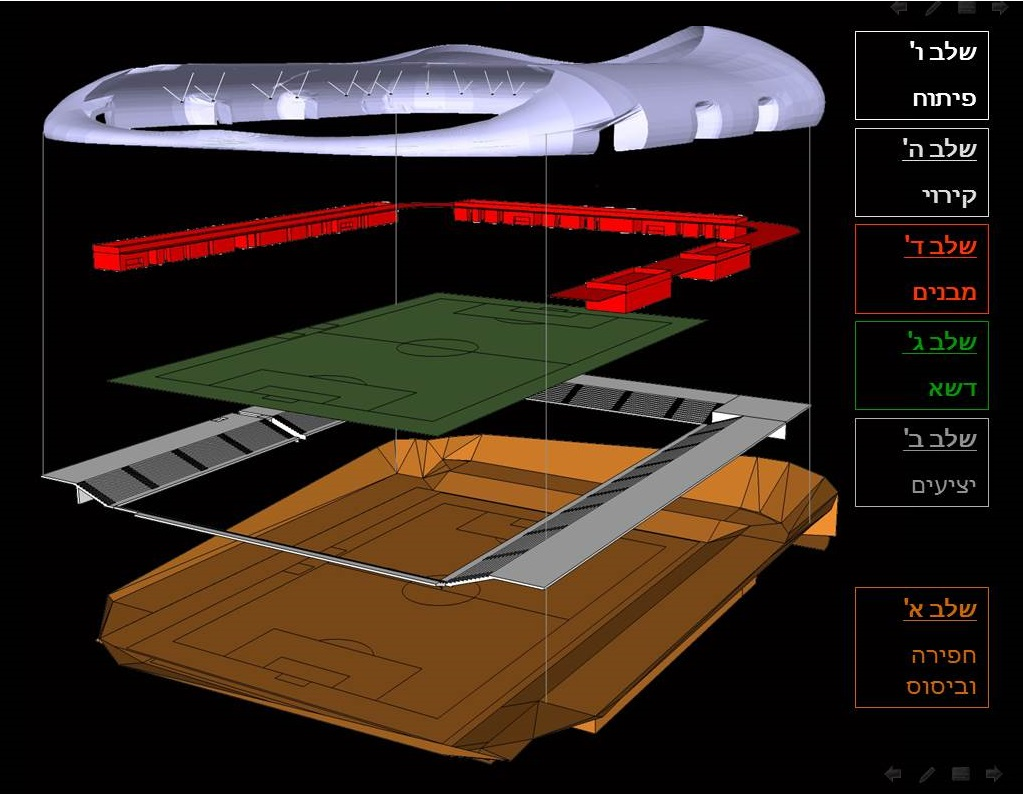
Les étapes de la construction du stade
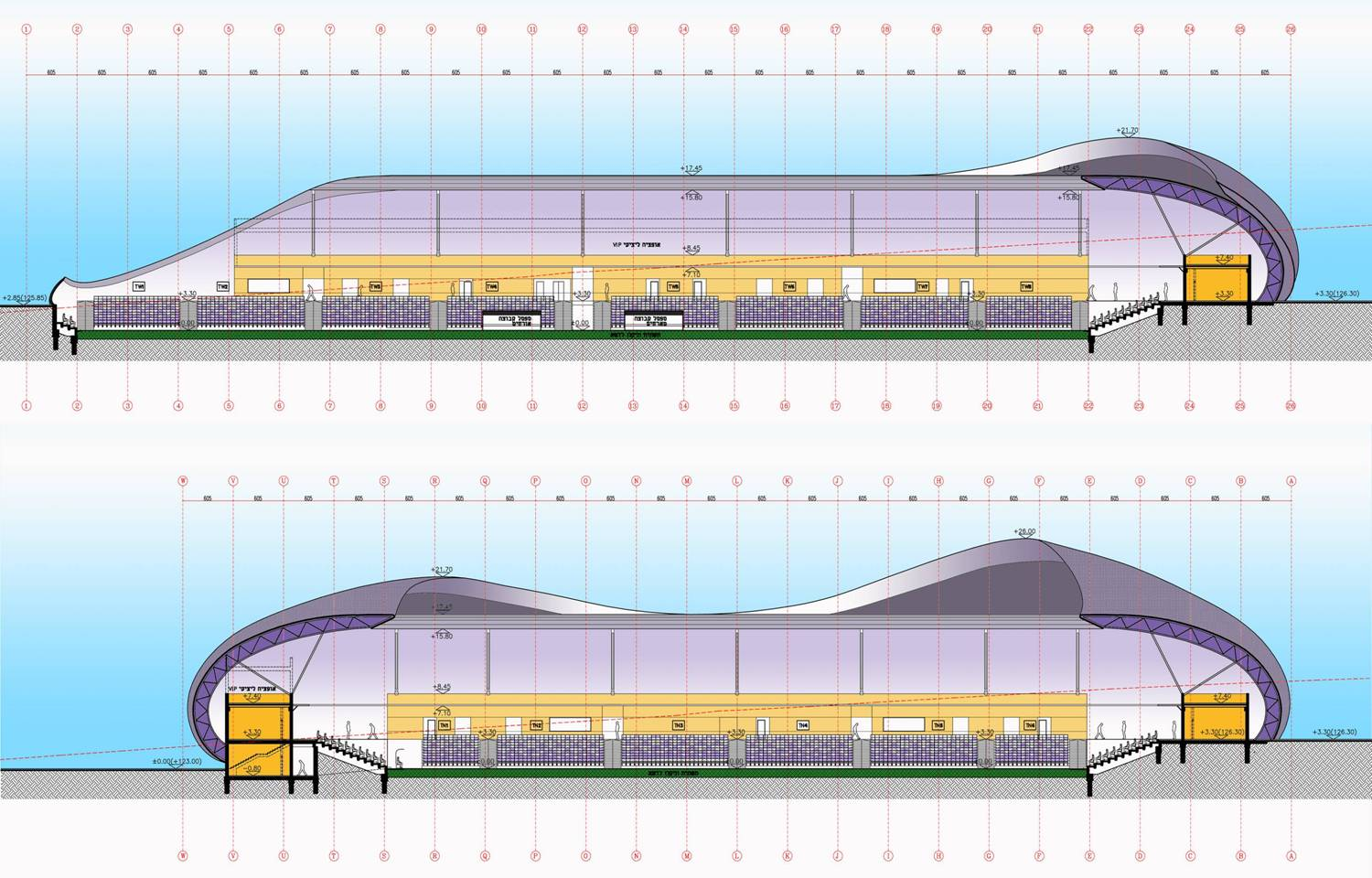
Les sections
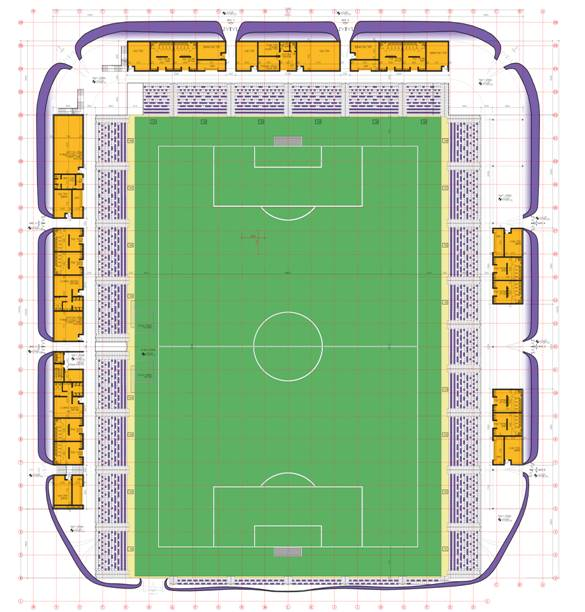
Plan du stade
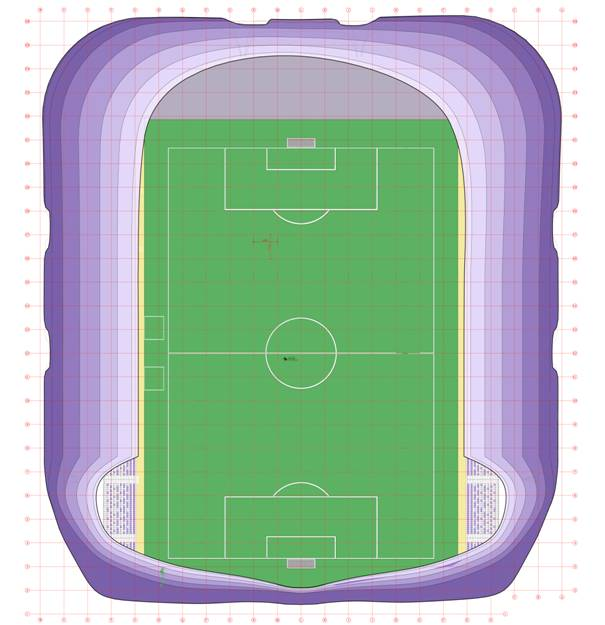
Plan du stade avec le toit
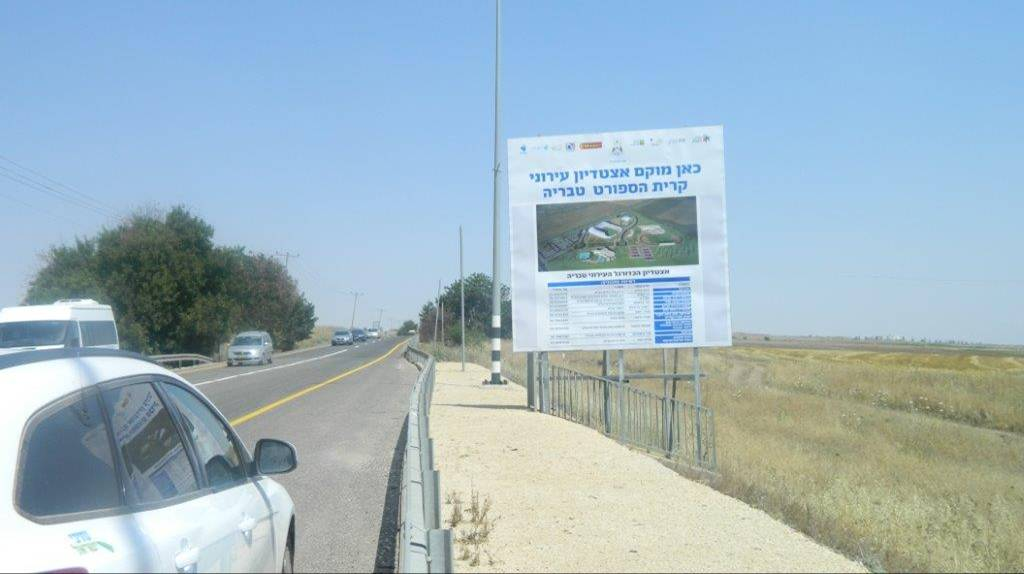
Site du futur stade en juin 2015
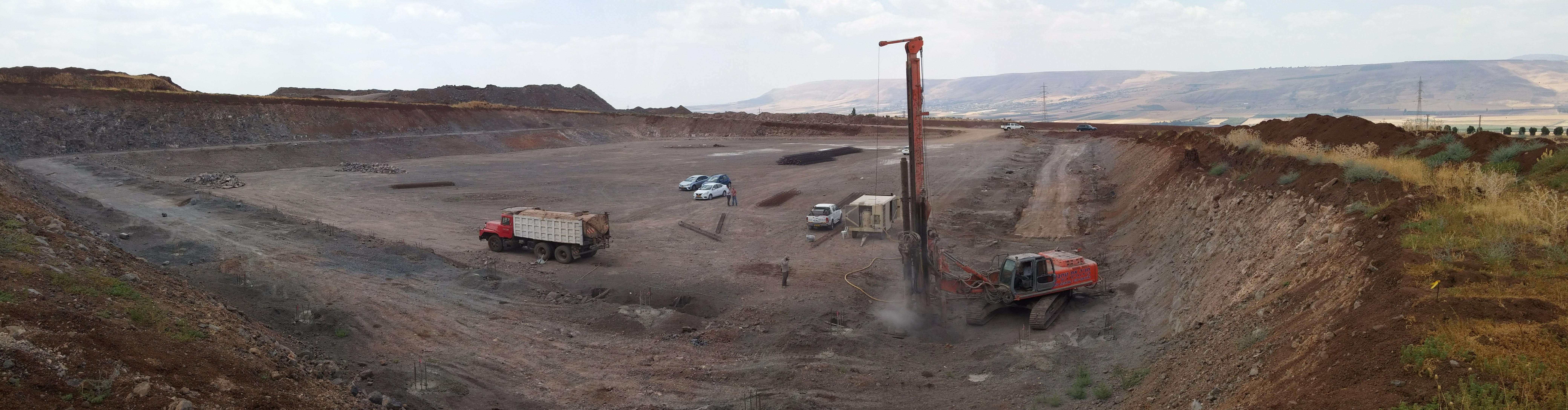
Travaux en juillet 2016
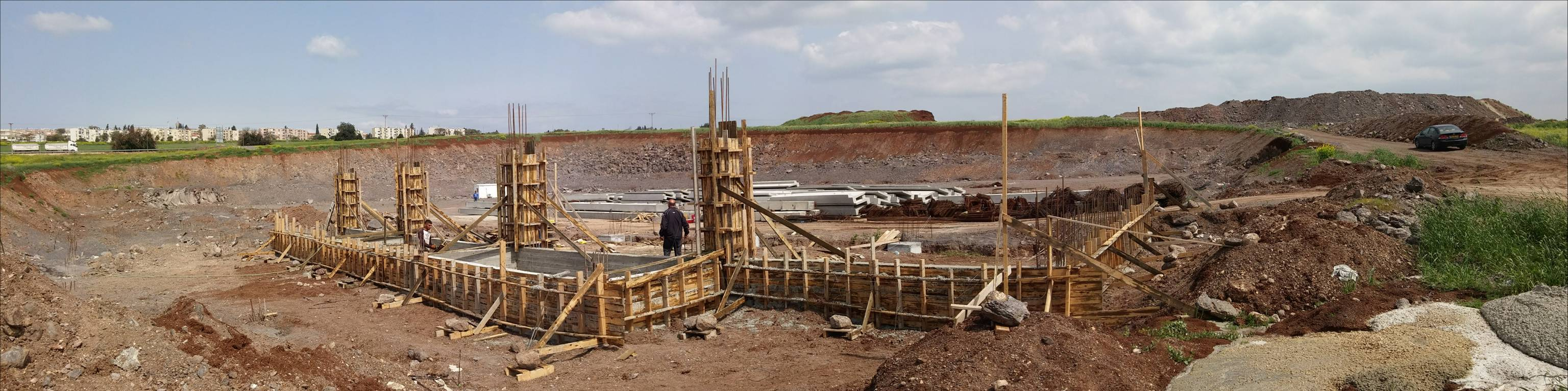
Travaux en mars 2017
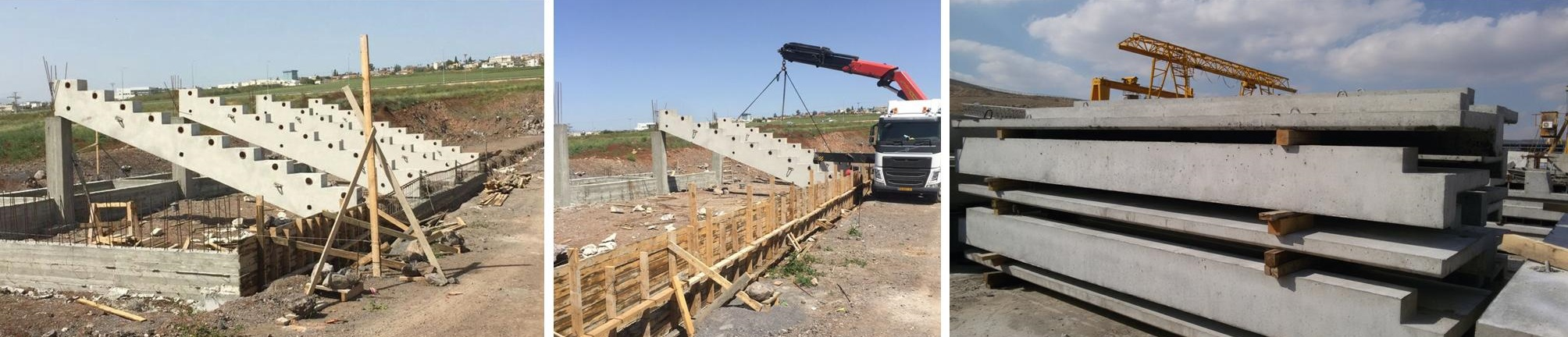
Travaux en avril 2017
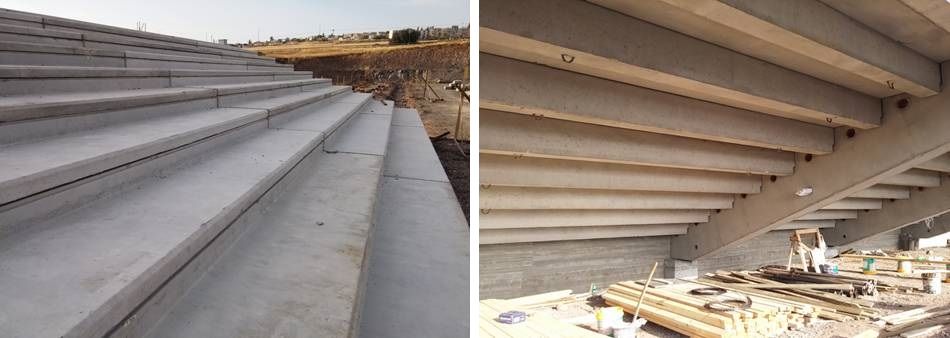
Travaux en mai 2017